# Nine Treasures
Nine Treasures (chinois simplifié : 九宝 ; chinois traditionnel : 九寶 ; pinyin : jiǔ bǎo ; litt. « neuf trésors ») est un groupe de Nomadic Folk Metal mongol chinois dont les membres sont essentiellement originaires de la Mongolie-Intérieure. Fondé en 2010, le groupe se produit essentiellement en Asie jusqu'à un passage remarqué au Wacken Open Air 2013 qui les fait connaître au-delà de l'aire asiatique.
Le groupe associe la musique traditionnelle mongole avec le heavy metal en utilisant notamment des instruments traditionnels, des techniques de chant diphonique. Les chansons sont principalement interprétées en langue mongole.

## Historique

### Débuts
| Hailar |

Le groupe est créé en 2010 à Hailar dans la région autonome de la Mongolie-Intérieure.
Le nom du groupe fait référence aux neuf matériaux évoqués dans les anciens poèmes mongols comme favorisant la chance (or, argent, bronze, fer, agate, ambre, jade, perle et corail). Le nom est proposé par un ancien membre du groupe qui joue depuis dans le groupe Hanggai. Le groupe considère ce nom comme de bon augure et l'accepte d'après Tsog.
En mai 2012, le groupe sort leur premier album 十丈铜嘴 chez Mort Productions Beijing un label discographique spécialisé en métal extrême créé en 2001 et localisé dans le district de Shijingshan en Chine. L'album est réédité en 2015 sous le titre Arvan Ald Guulin Hunshoor pour en faciliter l'exportation. La réédition se fera de manière indépendante.
Le groupe réalise des concerts en Chine, mais s'exporte peu.

### Ouverture à l'international
En août 2013, le groupe fait un passage remarqué au Wacken Open Air où il remporte la Wacken Metal Battle in China et arrive second au Wacken Metal Battle.
En décembre sort leur second opus Nine Treasures sous label indépendant.
La même année, le groupe remporte le prix Best Rookie décerné par le MIDI Music Awards (en) (ensemble de récompenses créées en 2009 par la Beijing Midi School of Music (en) relatif aux musiques folk, pop, rock et metal).
Le groupe est mis à l'honneur par le festival Wacken Open Air dans son DVD Wacken 3D - Der Film. Le concert du groupe fait partie de la liste des concerts captés en 3D et inclus dans le DVD.
Durant l'année 2014et 2015, le groupe passe la majorité de son temps sur les routes pour une tournée asiatique sous leur propre nom. La tournée les amène jusqu'au nord d'Oulan-Bator en Mongolie, au sud de Taïwan et à l'est de Vladivostok en Russie.
En janvier 2015 paraît leur premier EP intitulé Galloping White Horse et produit de manière indépendante contenant 2 nouveaux titres et 3 lives. Quelques jours plus tard sort leur premier album live intitulé Live in Beijing enregistré leur d'un concert à Pékin quelques mois auparavant. Cet album contient les mêmes titres live que ceux inclus dans l'EP.
En juillet, un split album paraît sous le label chilien Mongol Metal avec un titre éponyme. Cet album rassemble des titres de Nine Treasures mais aussi d'Ego Fall (颠覆M) et Tengger Cavalry. Cet album est destiné à faire connaître les groupes de metal mongol à l'étranger.

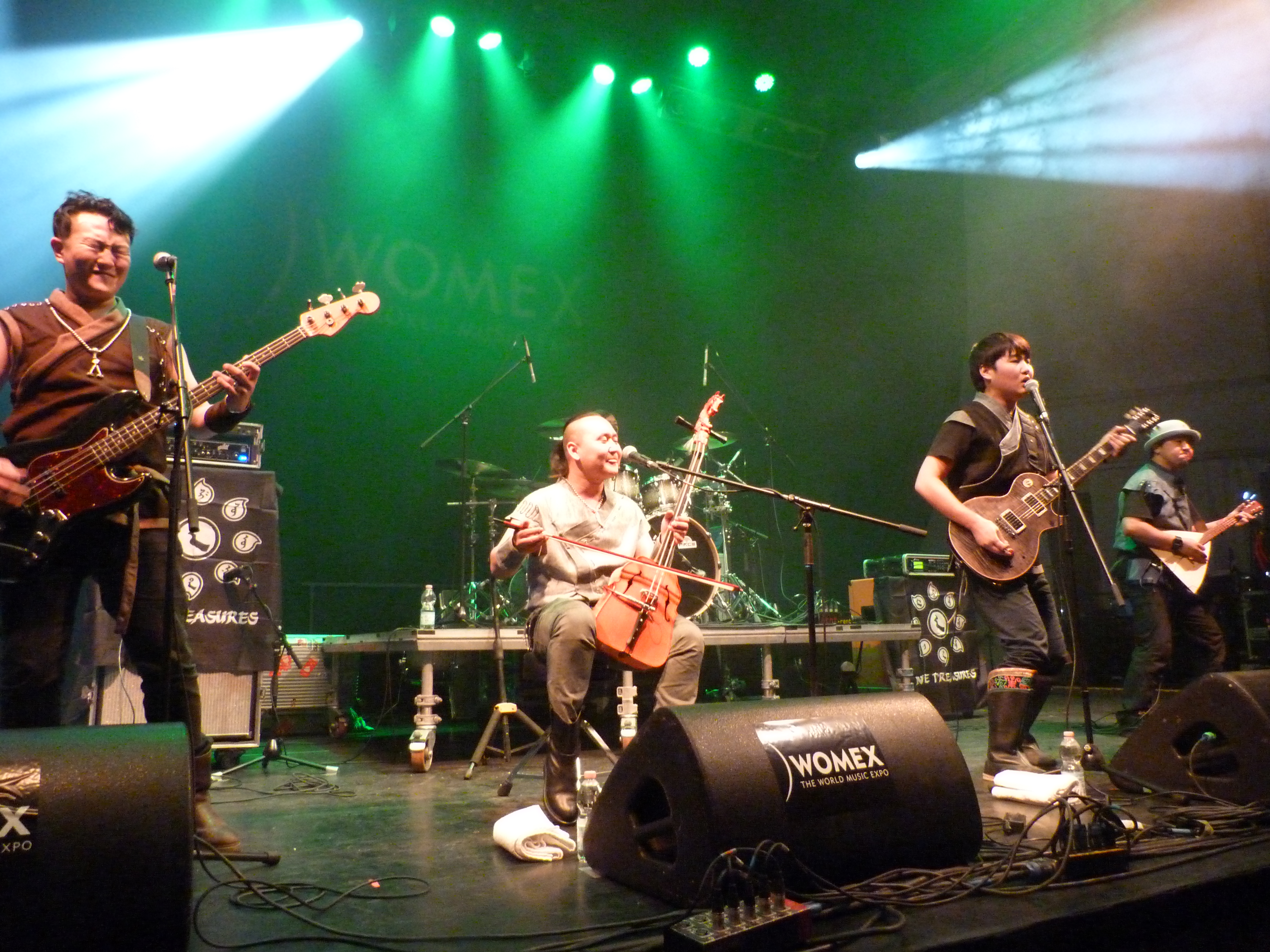
Nine Treasures au WOMEX 2015

En octobre, le groupe est invité au WOMEX de Budapest puis réalise leur première tournée européenne sur 2 mois. Ils jouent en République tchèque, Pologne, Lettonie, Allemagne, Danemark, Pays-Bas et Autriche.
En juillet 2016, Nine Treasures réalise une seconde tournée européennes (Lettonie, Pologne, Autriche, République tchèque, Allemagne, Pays-Bas, Portugal et Slovénie).
À cette occasion, le groupe se produit dans plusieurs festivals : Zobens un lemess Open Air en Lettonie, Przystanek Woodstock en Pologne, Free&Easy Festival en Allemagne, le Musicas do Mundo au Portugal et le Metaldays de Slovénie.
En janvier 2017 sort leur troisième album intitulé Wisdom Eyes. Il est distribué de façon indépendante (comme leurs autres albums) sur la plateforme Bandcamp. C'en suit une nouvelle tournée européenne entre juin et juillet qui passe par l'Autriche, Slovénie, Pologne, République tchèque, Allemagne, Bulgarie et Hongrie.
Juste avant la fin de la tournée, début juillet, le groupe participe au Festival EXIT de Novi Sad en Serbie et en août, il est programmé pour la seconde fois au Przystanek Woodstock.

## Musique et paroles
Le groupe réalise une fusion entre le heavy metal et la musique traditionnelle mongole par l'introduction des sonorités spécifiques liées à l'utilisation des instruments traditionnels tels que le Morin khuur instrument à cordes frottées mongol, la balalaïka russe ou encore la guimbarde. Cette utilisation d'instruments et de mélodies inspirées des chants traditionnels les classent dans le Folk metal.
Suivant les morceaux, le classement de la musique peut varier du folk au folk rock, folk metal et même punk suivant les auteurs. Toutefois, le groupe se considère plutôt comme un groupe de Rock que comme un groupe de Metal.
Les paroles des morceaux évoquent la nature, l'histoire, les contes, légendes et mythologies mongoles (Tengri notamment). Le parolier du groupe Askhan puise également dans les histoires familiales dans certains titres.
D'après Askhan, si le premier album est assez brut (sans fioritures), les suivants sont plus matures, mieux travaillés avec des enchaînements, des transitions et une meilleure intégration des instruments traditionnels.
Les textes sont écrits en mongole même quand le titre des morceaux est en anglais.
Le groupe fait également appel aux techniques de chant diphonique.

## Membres

### Actuels
- 敖瑞峰, Orgil – basse, chant
- 丁凯, Ding Kai – batterie (ancien Tengger Cavalry
- 阿斯汗, Askhan Avagchuud – guitare, chant
- 赛娜, Saina (M-Survivor) – balalaïka
- 朝克, Tsog – morin khuur

### Anciens
- 伟力斯, Wiils – balalaika
- 艾伦 - chant, instruments traditionnels
- 萨其尔 - claviériste

## Discographie

### Singles
- 2013 : Sonsii
- 2014 : Galloping White Horse

## Vidéographie

### Clips
- 2013 : Sonsii, tiré de l'album Nine Treasures
- 2016 : Wisdom Eyes, tiré de l'album Wisdom Eyes, vidéo promotionnelle de l'album
- 2019 : Bodhicitta, avec la participation du groupe de métal Liberation, dirigé par Altankhuyag
- 2022 : Nomin Dalai, tiré de l'album Awakening From Dukkha, enregistré en studio

### Clips Live
- 2012 : Arvan Ald Guulin Honshoor, tiré de l'album Arvan Ald Guulin Honshoor, enregistré lors d'un concert à Pékin
- 2013 : vidéo tournée lors du passage du groupe au Wacken Open Air pour la Wacken Metal Battle
- 2014 : Arvan Ald Guulin Honshoor, tiré de l'album Arvan Ald Guulin Honshoor, enregistré lors du passage du groupe au Beijing MIDI Festival, le clip mélange extraits du concert et scènes théâtralisées illustrant certaines paroles
- 2015 : Sonsii, tiré de l'album Nine Treasures, enregistré lors du passage sur Octo Live une chaîne Youtube de diffusion de concerts
- 2016 : Sonsii, tiré de l'album Nine Treasures, enregistré lors du passage du groupe au Przystanek Woodstock 2016
- 2016 : 骏马赞 (Jùnmǎ zàn), tiré de l'album Nine Treasures, enregistré lors du passage du groupe au Przystanek Woodstock 2016
- 2016 : Nomin Dalai, tiré de l'album Arvan Ald Guulin Hunshoor, enregistré lors du passage du groupe au Metaldays 2016
- 2017 : Wisdom Eyes, tiré de l'album Wisdom Eyes, enregistrée lors du passage du groupe au Przystanek Woodstock 2017

### DVD
- 2013 Wacken 3D - Der Film, film tourné lors de l'édition 2013 du Wacken Open Air, le concert du groupe fait partie de ceux captés en direct

### Concerts filmés
- 2018 : Live at Przystanek Woodstock 2017, concert enregistré lors de l'édition 2017 du Przystanek Woodstock et diffusé sur YouTube
- 2020 : Live At TaiHu MIDI Festival 2019, concert enregistré lors de l'édition 2019 du TaiHu MIDI Festival et diffusé sur YouTube